# Iráni túszdráma
1979. november 4-én Iránban egy fiatalokból álló csoport – Ruholláh Homejni lelkes követői – megrohamozták az Amerikai Egyesült Államok teheráni nagykövetségét, és túszul ejtettek 63 amerikai állampolgárt, majd további hármat az iráni külügyminisztériumban. A 66 túsz közül 13-at két héten belül szabadon engedtek, egyet 1980 júliusában. A többieket – 50 férfit és két nőt – 444 napig tartották fogva. A túszejtők azzal magyarázták az akciót, hogy Amerika nem adta ki a helyi bíróságnak az ország korábbi vezetőjét, a sahot, Mohammed Reza Pahlavit. Khomeini követői kémtanyának nevezték a nagykövetséget, ahol 50 kötetnyi hivatalos és titkos dokumentumot gyűjtöttek be. Khomeini 1980. február 23-án úgy nyilatkozott, hogy az iráni parlament döntheti el az amerikai túszok sorsát, kérve az Egyesült Államokat, hogy szolgáltassa ki a sahot az iráni bíróságnak. Jimmy Carter amerikai elnök katonai mentőakciót rendelt el a túszok kiszabadítására, de az április 24-én végrehajtott kísérlet sikertelenül végződött, miután az odaküldött helikopterek elromlottak a szokatlan sivatagi körülmények között (Operation Eagle Claw – Saskarom hadművelet). Az irániak ezt csodaként fogták fel. Sok elemző szerint az akció sikertelensége vezetett ahhoz, hogy Jimmy Carter elveszítette a következő amerikai elnökválasztást Ronald Reagannel szemben.
Komoly diplomáciai tárgyalásokat követően 1981. január 19-én a két állam megkötötte az algíri egyezményt, amelynek értelmében a túszokat másnap, 1981. január 20-án – 444 napi fogság után – szabadon bocsátották, Carter elnök utolsó hivatali napján (két C–137B Stratoliner fedélzetén szállították el őket).